# Phare de Daksa
Le phare de Daksa (en croate : Svjetionik Otočić Daksa) est un feu actif sur l'île de Daksa dans l'entrée du port de Dubrovnik, dans le Comitat de Dubrovnik-Neretva en Croatie. Le phare est exploité par Plovput , une compagnie du Gouvernement de la République de Croatie.

## Histoire
L'île de Daksa est une île inhabitée située face au port de Dobrovnik. Le premier phare a été établi en 1876. C'est une tour octogonale en pierre de 4 m avec lanterne et galerie, attachée en bout d'une petite maison de gardien en pierre d'un étage. Le phare, inactif depuis, est en pierre blanche non peinte.
Le phare actuel se trouve en-dessous de l'ancien phare sur le bord du rivage. Placé à l'extrémité nord de l'île, il marque l'entrée l'entrée du port et il est automatique et alimenté à l'énergie solaire

## Description
Le phare est une tourelle cylindrique en métal blanc de 5 m de haut, supportant la balise et le panneau solaire. Il émet, à une hauteur focale de 7 m, un éclat blanc toutes les 6 secondes. Sa portée est de 10 milles nautiques (environ 19 km).
Identifiant : ARLHS : CRO-037 - Amirauté : E3600 - NGA : 14044 .

## Caractéristiques dufeu maritime
Fréquence : 6s (W)
- Lumière : 0.5 seconde
- Obscurité : 5.5 secondes

|          |
| Le phare |

|                |
| L'ancien phare |

### Lien connexe
- Liste des phares de Croatie